# Ignazio Cannavò
Ignazio Cannavò (Fiumefreddo di Sicilia, 12 dicembre 1921 – Aci Sant'Antonio, 18 ottobre 2015) è stato un arcivescovo cattolico italiano, 108º arcivescovo di Messina e, a seguito del riordino delle giurisdizioni ecclesiastiche, 1º arcivescovo metropolita di Messina-Lipari-Santa Lucia del Mela e archimandrita del SS. Salvatore in Messina.

## Biografia
Fu ordinato sacerdote il 5 novembre 1944. Nel 1948 conseguì la laurea in filosofia e da quell'anno fino al 1968 fu docente di storia e filosofia presso il seminario vescovile di Acireale. Dal 1950 al 1952 fu assistente della FUCI a Giarre. Nel 1953 conseguì la laurea in teologia e perfezionò i suoi studi a Roma, presso la Pontificia Università Gregoriana, risiedendo presso l'Almo collegio Capranica, della cui commissione episcopale fu membro. Dal 1954 al 1964 fu assistente della FUCI ad Acireale. Nel 1959 venne nominato canonico della cattedrale di Acireale, nel 1962 direttore dell'ufficio catechistico diocesano e, nel 1964, assunse l'ufficio di vicario generale della diocesi di Acireale.

### Episcopato
Il 31 ottobre 1970 papa Paolo VI lo nominò vescovo titolare di Ottava e ausiliare per la diocesi di Acireale. Il 13 dicembre dello stesso anno venne consacrato nell'ordine episcopale dal cardinale Francesco Carpino e dai vescovi ordinanti Angelo Calabretta vescovo di Noto e Salvatore Nicolosi vescovo di Lipari.
Il 21 febbraio 1976 venne nominato dallo stesso Paolo VI arcivescovo coadiutore di Francesco Fasola, arcivescovo di Messina e archimandrita del SS. Salvatore. Il 20 dicembre 1976 fu nominato prelato ordinario di Santa Lucia. Il 3 giugno 1977, nel corso del pontificale della Madonna della Lettera, succedette per coadiutoria all'arcivescovo di Messina, prendendo canonico possesso dell'arcidiocesi di Messina e dell'archimandridato del SS. Salvatore.
Il 10 dicembre 1977 fu eletto da papa Paolo VI vescovo di Lipari e prese canonico possesso della diocesi liparitana l'8 gennaio 1978. Si realizzò così, de facto, l'unione delle tre giurisdizioni ecclesiastiche, arcidiocesi di Messina-archimandridato del SS. Salvatore, Diocesi di Lipari e prelatura territoriale di Santa Lucia, attraverso l'unione in persona episcopi: Ignazio Cannavò divenne, dunque, arcivescovo di Messina e archimandrita del SS. Salvatore in Messina, vescovo di Lipari e prelato di Santa Lucia.
Il 30 settembre 1986, a seguito del decreto della Congregazione per i Vescovi  prot. 881/86, si ebbe l'unificazione giuridica delle tre diocesi nell'unica arcidiocesi di Messina-Lipari-Santa Lucia del Mela, sede metropolitana della provincia ecclesiastica avente come sedi suffraganee la diocesi di Patti e la diocesi di Nicosia. Durante il suo episcopato furono svolte due visite pastorali, con successive visite ad limina Petri Sedem, indette nel 1979 e nel 1991 e concluse rispettivamente nel 1987 e nel 1996. Nei venti anni di episcopato a Messina, si giovò della collaborazione dei vescovi ausiliari Vittorio Mondello (trasferito poi alla diocesi di Caltagirone), Domenico Amoroso (trasferito alla diocesi di Trapani), Francesco Sgalambro (trasferito alla diocesi di Cefalù) e Francesco Miccichè (trasferito alla diocesi di Trapani).
Sono da ricordare, ancora, la visita apostolica di Giovanni Paolo II a Messina, l'11 giugno 1988, in occasione della canonizzazione di Santa Eustochia Smeralda Calafato (prima canonizzazione extra urbem), la beatificazione di Annibale Maria di Francia (oggi santo) il 7 ottobre 1990, e la seconda Peregrinatio Mariae nella diocesi negli anni 1994 e 1995, organizzata in occasione del duplice giubileo dell'arcivescovo Cannavò (50º anniversario di ordinazione sacerdotale e 25º anniversario di ordinazione episcopale).
Secondo don Salvatore Alessandrà, segretario dell'arcivescovo, nel 1990 quest'ultimo avrebbe rifiutato la proposta di papa Giovanni Paolo II di crearlo cardinale.
Il 17 maggio 1997 Giovanni Paolo II accolse, nunc pro tunc, le sue dimissioni presentate a norma del canone 401 del Codice di diritto canonico per raggiunti limiti di età, sollevandolo dal governo pastorale dell'arcidiocesi e nominandolo contestualmente amministratore apostolico. Concluse il suo mandato il 3 giugno 1997, con la nomina del successore Giovanni Marra.
È morto all'età di 93 anni il 18 ottobre 2015 ad Aci Sant'Antonio. Le esequie si sono tenute il 20 ottobre nella cattedrale di Acireale e il giorno successivo nel duomo di Messina.

## Genealogia episcopale
La genealogia episcopale è:
- Cardinale Scipione Rebiba
- Cardinale Giulio Antonio Santori
- Cardinale Girolamo Bernerio, O.P.
- Arcivescovo Galeazzo Sanvitale
- Cardinale Ludovico Ludovisi
- Cardinale Luigi Caetani
- Cardinale Ulderico Carpegna
- Cardinale Paluzzo Paluzzi Altieri degli Albertoni
- Papa Benedetto XIII
- Papa Benedetto XIV
- Cardinale Enrico Enriquez
- Arcivescovo Manuel Quintano Bonifaz
- Cardinale Buenaventura Córdoba Espinosa de la Cerda
- Cardinale Giuseppe Maria Doria Pamphilj
- Papa Pio VIII
- Papa Pio IX
- Cardinale Alessandro Franchi
- Cardinale Giovanni Simeoni
- Cardinale Antonio Agliardi
- Cardinale Basilio Pompilj
- Cardinale Adeodato Piazza, O.C.D.
- Cardinale Francesco Carpino
- Arcivescovo Ignazio Cannavò